# Індастріал

Логотип Industrial Records

Інда́стріал (англ. Industrial) — музичний напрямок, що відрізняється вираженою експериментальністю електронної музики й особливою естетикою механічних й інших промислових звуків.

## Історія
Industrial виник в 1974 році в Англії. Основоположник — гурт Throbbing Gristle, що заснувала лейбл Industrial Records, звідки й виник термін industrial music. Споконвічно industrial був не тільки музичним напрямком, але й ідеологічним. Основним методом індастріалу стала шокова тактика. У період з 1974 по 1981 рік з'являється безліч музикантів і груп цієї спрямованості у всіх частинах світу. Серед них найвідоміші Boyd Rice (NON), Einstürzende Neubauten, SPK,  Merzbow й ін. Вони склали т. зв. «класичний індастріал». Але популярним напрямок так і не став. Throbbing Gristle розпалися в 1981 році, заявивши про завершення «індустріальної» епохи й початку «пост-індустріальної».
Для музикантів це означало зміну тактики. Відбувся перехід від industrial до post-industrial. Колишні учасники Throbbing Gristle утворили кілька нових проєктів, звучання яких сильно змінилося в порівнянні з TG. Інші «класичні» індустріальні групи, такі як SPK й Einstuerzende Neubauten, також перейшли на «нову стратегію». З'явилися й зовсім нові проєкти. Пост-індустріальна музика стала менш агресивна, однак, вся її радикальність вилилася в музичні експерименти й нечувану винахідливість. Тепер post-industrial музиканти поєднують старий індустріальний підхід з іншими напрямками музики: танцювальної, фольклорної, ритуальної.

## Стилі пост-індустріальної музики
Тут даний опис деяких понять, часто використовуваних в обговоренні цієї музики. Деякі з них можна назвати цілком конкретними, більшість же — скоріше просто описів того, що можна почути в пост-індастріалі. Також подано 30 секундні фрагменти.

### EBM(Electronic Body Music)

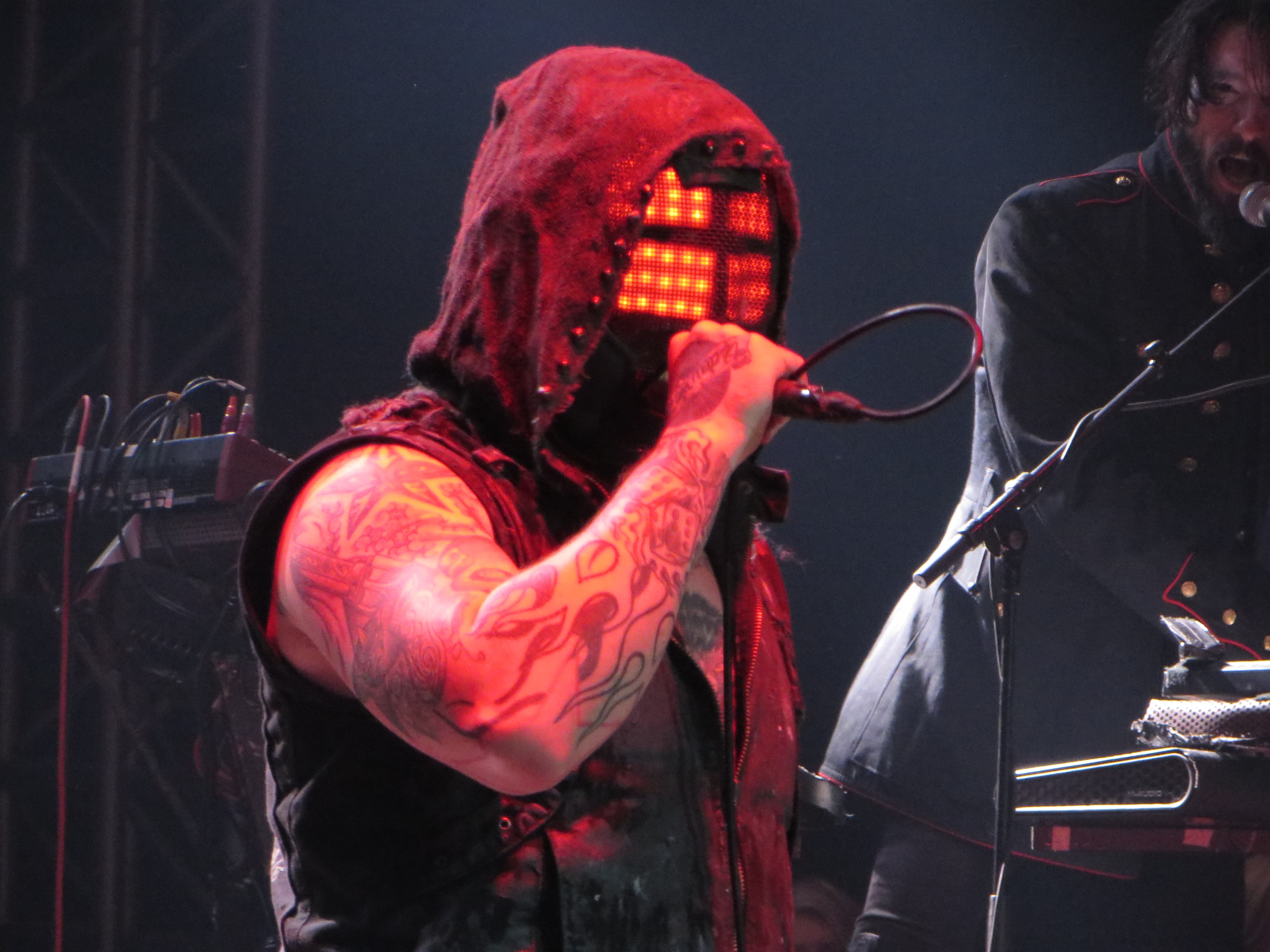
Андерс Ольсен з Combichrist

Найпопулярніший зараз стиль музики пост-індастріал. Звучання являє собою зациклені синтезаторні мелодії з танцювальним ритмом і рясним використанням семплів. Термін EBM був придуманий музикантами бельгійської групи Front 242, які тепер уважаються основоположниками стилю.
Найтиповіші представники: Front 242, Nitzer Ebb
Прослухати типові фрагменти:
- Front 242 — Im Rhythmus Bleiben (278kb)ⓘ

### Elektro (electro-industrial)

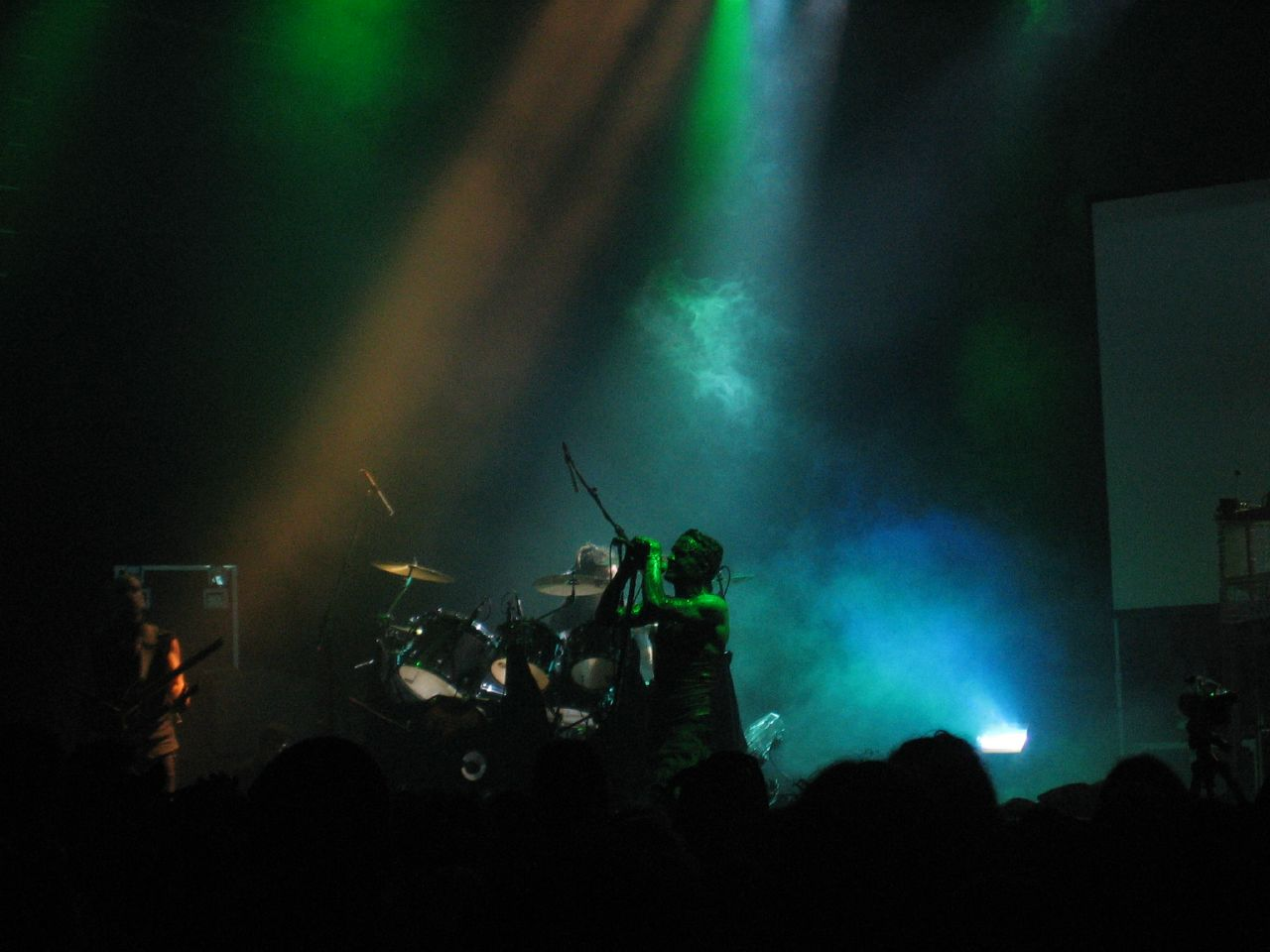
гурт Skinny Puppy

Це поняття не є самобутнім. Скоріше, Elektro можна класифікувати як різновид EBM. У порівнянні з EBM ця музика більше щільна й атмосферна, але менш танцювальна. Часто використається перекручений вокал. У рамки цього стилю із працею входить одна із найвпливовіших індустріальних груп Skinny Puppy.
Найтиповіші представники: Wumpscut, Skinny Puppy, Front Line Assembly (ранні роботи)
Прослухати типові фрагменти:
- Wumpscut — Is It You (241kb)ⓘ

### Power Noise (Rhythm'n'Noise, Power Rhythmic Noise)
Цей стиль іноді плутають із Power-Electronics, однак, ці стилі мають мало спільного. Power Noise фактично навіть не відноситься до стилів noise-музики. Композиції засновані на швидкому, сильно дистортованому ритмі із частим використанням «рваних» синтезаторів. Колективи, що грають у цьому стилі, в основному культивуються такими лейблами як Ant-Zen, Hands Productions, Ad Noiseam.
Найтиповіші представники: PAL, Noisex, Converter, Imminent Starvation
Прослухати типові фрагменти:
- Noisex — Pulsator (ogg vorbis, 220kb)ⓘ

### Aggro-industrial

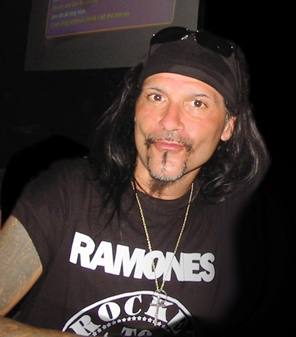
Al Jourgensen, Ministry

Це напрямок часто плутають із EBM, однак це не правильно. Відмітною ознакою «аггро-індастріалу» (від англ. aggressive) є наявність «рифованої» гітари й «брутального» вокалу. До цього може додаватися як EBM, так й synth-pop ритм-секція й диско-клавіші. Іноді цей напрямок розглядають як підстиль індустріального металу
Найтиповіші представники: Combichrist, Die Krupps, Ministry, KMFDM, Nine Inch Nails, в Україні зокрема Hyperhate та Dirty Bird 13.

### Martial Industrial

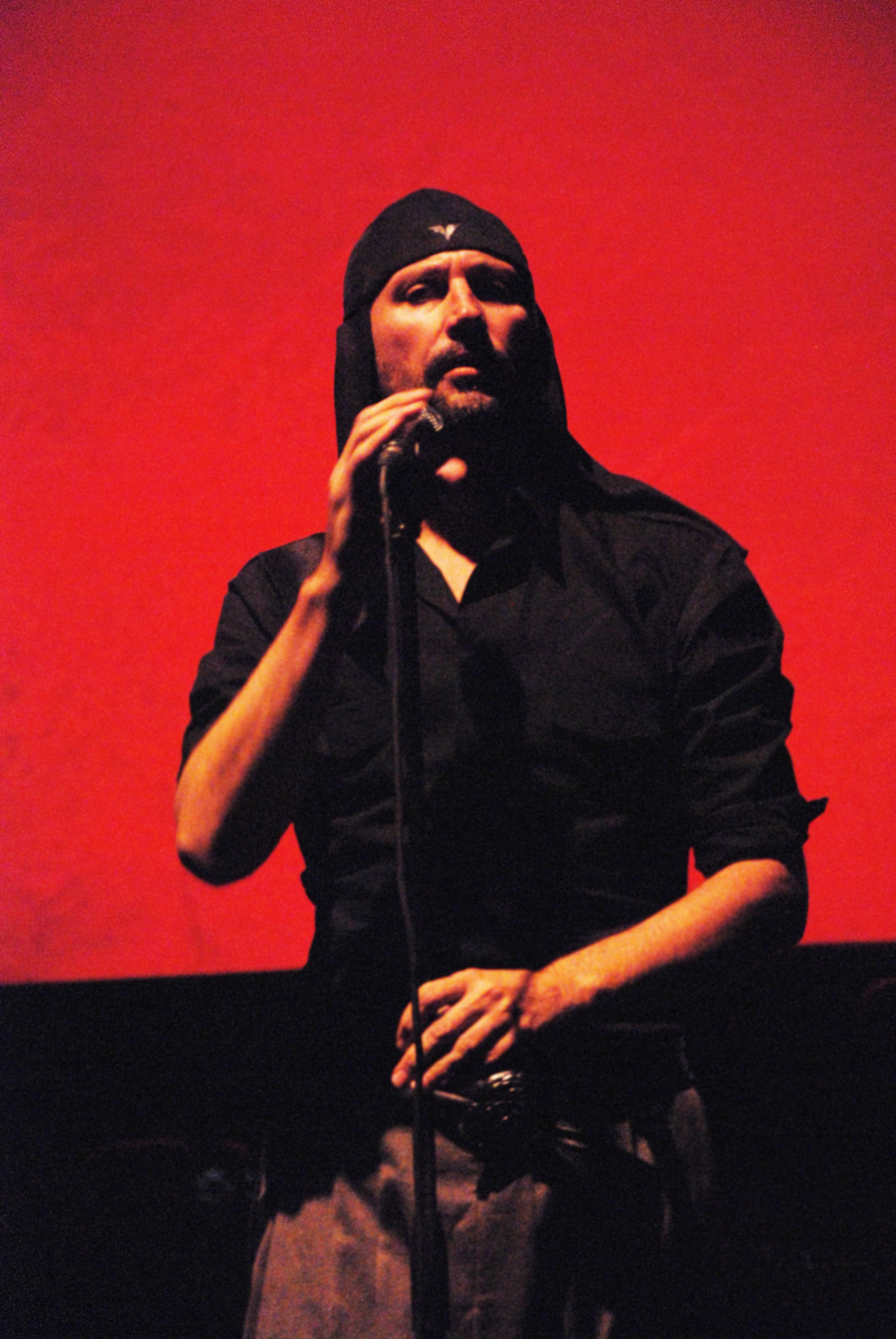
Milan Fras, Laibach

У першу чергу цей стиль відрізняється військовою тематикою: від середньовічних хрестових походів до сучасних війн. У композиціях можна зустріти мелодії військових років, труби, читання маніфестів або звуки пострілів і вибухів. Все це, як правило, записано в низькій якості із шумом і спотвореннями, у чому проявляється своєрідна lo-fi естетика, властива індастріалу. Основоположник стилю — югославська група Laibach, в 80-ті роки активно втручався в політику своєї країни, за що була навіть вигнана з комуністичної Югославії. Музику в цьому стилі також часто зараховують до Darkwave.
Найтиповіші представники: ранній Laibach, Der Blutharsch
Прослухати типові фрагменти:
- Der Blutharsch — The Tracks of the Hunted — 01 (204kb)ⓘ

### Dark Folk (Apocalyptic Folk)
Початок сучасного Dark Folk поклала англійський гурт Current 93 (що складається фактично з однієї людини — Девида Тибету), випустивши в 1987 році альбоми Imperium й Swastikas for Noddy. Тоді ж сформувалися характерні риси цього стилю — гра на традиційних інструментах (часто на акустичній гітарі), і використання в текстах пісень релігійних і фольклорних символів. Іноді Dark Folk групи переспівують народні пісні. При цьому стиль багато в чому успадковував індустріальну естетику, і в композиціях деяких груп можна зустріти використання семплів й шуму як музичні елементи.
Найтиповіші представники: Current 93, Death in June, Sol Invictus
Прослухати типові фрагменти:
- Current 93 — In the Heart of the Wood and What I Found There (240kb)ⓘ

### Dark Ambient
Один з основних самостійних стилів пост-індустріальної музики. Коріння Dark Ambient найменше пов'язані з іншою сучасною музикою і йдуть хіба що від основоположника ембієнту Браяна Іно і класичного індастріала. Dark Ambient має деякі підстилі й впритул стикається з Power-Electronics й Death Industrial, про що свідчить велика кількість проєктів, що змішують елементи цих стилів. Вважається, що одним з перших Dark Ambient став записувати Браян Уільямс (проєкт Lustmord) на початку 1980-х. На Dark Ambient і близьких до нього стилях спеціалізується один з найбільших індастріал-лейблів Cold Meat Industry, заснований Роджером Карманіком (Roger Karmanik) (проєкт Brighter Death Now) і Lina Baby Doll (Deutsch Nepal) в 1987 році.
Типові представники: Lustmord, Deutsch Nepal, Raison d'Etre
Прослухати типові фрагменти:
- Lustmord — Heresy Part ІІІ (208.4kb)ⓘ
- Lustmord — Heresy part V (209kb)ⓘ
- Deutsch Nepal — Collapsing Surface (184kb)ⓘ

### Drone Ambient
Цей стиль іноді називають частиною Dark ambient, але його можна визначити, як досить самостійний. Стиль виник з експериментів німецької групи Maeror Tri, що до цього грала гітарний нойз. У січні 1993 один з її учасників Stefan Knappe створив лейбл Drone Records. Звідси відбулася назва стилю. Лейбл дотепер є базою більшої частини Drone Ambient-проєктів.
Музика Drone Ambient досить оригінальна. Вона складається з різночастотних гудінь — дронів, що витягають із гітар, синтезаторів й інших інструментів. Часто використаються природні звуки, але їхнє звучання також перетвориться в дрони. Комп'ютери й секвенсори використаються дуже рідко, і, як правило, вся музика робиться «вручну». Навіть для запису альбомів використається аналогова апаратура. Наприклад, Maeror Tri записували свої гітарні композиції на плівку, яку у деяких випадках відтворювали у зворотному напрямку, одержуючи зовсім особливе звучання.
В 1996 році група розпалася й у цей час склад Maeror Tri без одного учасника пише музику під ім'ям Troum. Як написано на їх офіційному сайті [Архівовано 19 травня 2021 у Wayback Machine.]: «Troum використають музику як прямий шлях до Несвідомого, цілячись в архаїчну сутність людської душі».
Найтиповіші представники: Maeror Tri, Troum, Crawl Unit

### Ritual Ambient (Ritual Industrial)
Ця музика покликана передати дух древніх ритуалів поклонінь язичницьким богам. У композиціях часто використаються різноманітні складні перкусії, іноді змінювані ембієнтними ландшафтами або етнічними піснями. Однак, музика може складатися й зі звуків промислового або електронного походження — музиканти розпізнають ритуальний дух й у сучасних технологіях. Часто композиції навмисне роблять монотонними й тривалими (від 10 до 30 хвилин і більше) для створення гіпнотичного ефекту.
Найтиповіші представники: Hybryds, ранній Ah Cama-Sotz
Прослухати типові фрагменти:
- Hybryds — The Ritual of the Rave, Part 1 (Computermix) (223kb)ⓘ
- Ah Cama-Sotz — Confession (189kb)ⓘ

### Noise
Один з найстарших стилів в індустріальній музиці. Основоположником уважається американець Boyd Rice (проєкт NON), в 70-х роках уперше почав випускати в маси чистий, немузичний шум як закінчені музичні здобутки. Класичний Noise завжди позбавлений мелодії й музичного ритму, і фактично виходить за межі поняття музика. Однак, у композиціях часто використається вокал і голосові семпли, у чистому або спотвореному вигляді. Стилі Power Electronics й Japanese Noise часто називають різновидами Noise.
Найтиповіші представники: NON
- The Viodre —uriel effect, 244кБⓘ

### Japanese Noise
Найрадикальніший стиль індустріальної музики, що з'явився в Японії. Музика відрізняється особливою концептуальністю і є досить важкою для сприйняття. Композиції представляють із себе чистий шум, зациклений або відносно хаотичний. Апаратури для його витягу й перетворення часто створюється власноручно, і музиканти, як правило, обмежують себе у виборі джерел шуму, що є частиною концепції. Основоположником стилю вважається японець Масамі Акіта (проєкт Merzbow).
Найтиповіші представники:Merzbow, Aube, Masonna

### Power-Electronics
Джерела цього напрямку лежать у працях лідерів старого правильного індастріалу начебто Throbbing Gristle, Whitehouse, Maurizio Bianchi/M. B., почасти SPK, і саме ці команди й можна вважати батьками-засновниками, однак лише в самому загальному змісті. З'явилися в 90-х рр. ХХ в. роботи все-таки досить сильно відрізняються від пробних, сумнівних кроків першопрохідників. Насамперед, це щільне похмуре звучання повне скрипучого агонізуючого нойзу й украй агресивний настрій композицій. Згодом обов'язковою рисою стилю став також дисторшований вокал у декламаційно-репетуючій манері на політ-історичні теми. Звучання power-електронних команд простирається від монотонних колажів, нав'язливих закільцьованих семплів ранніх робіт до вільних імпровізацій сучасності, іноді ритмічно-перкусивне, але при цьому стрімко-атакуюче. Також варто відзначити наявне в стилі часте розходження між стриманим і непоказним студійним матеріалом і оскаженілим, розлюченим концертним виконанням.
Джерело: heavy-electronics.org
Найтиповіші представники: Institut, Genocide Organ, Anenzephalia, Con-Dom, Brighter Death Now

### Death Industrial
Death industrial — порівняно молодий, але вже канонізований стиль індустріальної музики. Серед його специфічних особливостей необхідно відразу назвати важке й повільне звучання, потужне й що давить. Іноді особливо виділяють такий підстиль як death ambient (правда, на рівні рекламних прес-релізів в індустріальних дистрибуціях), але по суті це одне й теж — індустріальна музика, що відрізняється як неквапливістю розвитку композиції, так і безжиттєвістю, похмурістю атмосфери, що зрідка включає й глухуватий, нечіткий ритм. Як правило, death industrial проєкти пильну увагу приділяють глибокому басовому звуку з відчутими низькочастотними подіями. Також характерно й використання запозичених елементів, якими розбавляються композиції — drone (стугонливі звуки, часто використаються в ембіенті), microwave (мікрохвиля, специфічні «переливи» звуку), семпли природних, техногенних, знайдених звуків. Іноді death-індустріальні по суті альбоми характеризують як повільний power-electronics, що, напевно, не зовсім вірно, оскільки power-electronics — це бліцкриг на мозок слухача, але не глибока атмосферна імпресія. Death-індустріальна творчість тематично часто торкає не соціо-культурні чи політичних моментів, але ритуально-містичні, і навіть інфернальні аспекти.
Найтиповіші представники: Brighter Death Now, Ex. Order

### Експериментальнийindustrial
Не вся індустріальна музика може бути віднесена до якого-небудь стилю. Індустріальні музиканти дотепер створюють щось нове, що не вміщується ні в які рамки, продовжуючи розвивати як старі ідеї класичного індастріалу, так і додаючи нові елементи з інших жанрів.
Деякі видатні експериментатори: Coil, Thighpaulsandra, Nurse With Wound, COH, Download

### Індастріал метал
Цей музичний напрямок, що утворилося наприкінці 1980-их в США та Великій Британії в результаті злиття індастріала і хеві-метала. Для цього напрямку характерне використання рифів з хеві-метала, «індустріального» синтезатора, сильно перекрученого звуку гітар і «жорсткого» вокалу (втім, в окремих випадках зустрічається чисте звучання). Індастріал-метал охоплює підстилі аггро-індастріал і колдвейв. Іноді в цьому стилі можна спостерігати використання окремих елементів з нью-метала і постпанка.
Найтиповіші представники: Fear Factory, Ministry, Rammstein, Godflesh та інші
Прослухати типові фрагменти:
- Fracture — Epicentre (1998)ⓘ
- Sielwolf — Verstärker zerstört (1993)ⓘ
- Old Lady Drivers — Marzuraan (1991)ⓘ
- Testify — You Gotta Have Brains… (1993)ⓘ

### Журнали, статті, рецензії,faq'і
- Industrial Culture Extended FAQ Дмитра Толмацького [Архівовано 11 лютого 2009 у Wayback Machine.](рос.)
- Industrial Muzak for Industrial People [Архівовано 4 червня 2019 у Wayback Machine.](рос.)
- Dark Ambient FAQ by Bereavement(англ.)
- industrial.onego.ru — Архів рецензій Лева Левина [Архівовано 25 травня 2005 у Wayback Machine.](рос.)
- rwcdax.here.ru — RWCDAX e-zine [Архівовано 21 жовтня 2006 у Wayback Machine.](рос.)
- drugie.here.ru/achtung — Achtung Baby! [Архівовано 15 червня 2008 у Wayback Machine.](англ.)
- postindustrial.org — Industrial Music Digest [Архівовано 30 вересня 2007 у Wayback Machine.]
- darkindustry.darkside.ru — Dark Industry [Архівовано 13 березня 2008 у Wayback Machine.](рос.)
- ohms.ru — Organic Music Mechanism [Архівовано 22 жовтня 2006 у Wayback Machine.](рос.)
- machinistmusic.net — Машиніст [Архівовано 25 червня 2008 у Wayback Machine.]
- heavy-electronics.org
- brainwashed.com/brain — Brainwashed Brain [Архівовано 25 червня 2007 у Wayback Machine.](англ.)
- ultranoise.ru [Архівовано 30 квітня 2022 у Wayback Machine.](рос.)
- seidr.woods.ru — Російський даркфолк вебзин СЕЙД [Архівовано 5 квітня 2022 у Wayback Machine.](рос.)

### Українські виконавці в стилі індастріал
- Rinal' 78
- Sweet Sixty Nine — electro industrial, EBM, industrial rock [Архівовано 14 лютого 2007 у Wayback Machine.]
- wn4wz — industrial ethno-core
- Dust Heaven — synthpop, synthgoth [Архівовано 26 січня 2007 у Wayback Machine.]
- Molfar — post industrial techno, rythm'n'noise[недоступне посилання з червня 2019]
- Error::Genesis — EBM, dark electro [Архівовано 16 травня 2014 у Wayback Machine.]
- Soncesvit — industrial-folk metal[недоступне посилання з червня 2019]

### Інші корисні посилання
- discogs.com — Дискографії електронних проєктів [Архівовано 29 червня 2004 у Wayback Machine.](англ.)
- sloth.org/samples — База даних семплів(англ.)